# Všechlapy (okres Benešov)
Všechlapy is een Tsjechische gemeente in de regio Midden-Bohemen, en maakt deel uit van het district Benešov.
Všechlapy telt 84 inwoners.
Benešov ·
Bernartice ·
Bílkovice ·
Blažejovice ·
Borovnice ·
Bukovany ·
Bystřice ·
Ctiboř ·
Čakov ·
Čechtice ·
Čerčany ·
Červený Újezd ·
Český Šternberk ·
Chářovice ·
Chleby ·
Chlístov ·
Chlum ·
Chmelná ·
Chocerady ·
Choratice ·
Chotýšany ·
Chrášťany ·
Čtyřkoly ·
Děkanovice ·
Divišov ·
Dolní Kralovice ·
Drahňovice ·
Dunice ·
Heřmaničky ·
Hradiště ·
Hulice ·
Hvězdonice ·
Jankov ·
Javorník ·
Ješetice ·
Kamberk ·
Keblov ·
Kladruby ·
Kondrac ·
Kozmice ·
Krhanice ·
Krňany ·
Křečovice ·
Křivsoudov ·
Kuňovice ·
Lešany ·
Libež ·
Litichovice ·
Loket ·
Louňovice pod Blaníkem ·
Lštění ·
Maršovice ·
Mezno ·
Miličín ·
Miřetice ·
Mnichovice ·
Mrač ·
Načeradec ·
Nespeky ·
Netvořice ·
Neustupov ·
Neveklov ·
Olbramovice ·
Ostrov ·
Ostředek ·
Pavlovice ·
Petroupim ·
Popovice ·
Poříčí nad Sázavou ·
Postupice ·
Pravonín ·
Přestavlky u Čerčan ·
Psáře ·
Pyšely ·
Rabyně ·
Radošovice ·
Rataje ·
Ratměřice ·
Řehenice ·
Řimovice ·
Sázava ·
Slověnice ·
Smilkov ·
Snět ·
Soběhrdy ·
Soutice ·
Stranný ·
Strojetice ·
Struhařov ·
Střezimíř ·
Studený ·
Šetějovice ·
Tehov ·
Teplýšovice ·
Tichonice ·
Tisem ·
Tomice ·
Trhový Štěpánov ·
Třebešice ·
Týnec nad Sázavou ·
Václavice ·
Veliš ·
Vlašim ·
Vodslivy ·
Vojkov ·
Votice ·
Vracovice ·
Vranov ·
Vrchotovy Janovice ·
Všechlapy ·
Vysoký Újezd ·
Xaverov ·
Zdislavice ·
Zvěstov